# Herwig Bartels
Herwig Bartels  (* 10. Juni 1934 in Bremen; † 2. August 2003 in Freiburg im Breisgau) war ein deutscher Diplomat.

## Leben
Nach dem Abitur absolvierte Bartels ein Studium der Rechtswissenschaften an der Universität zu Köln. 1965 erfolgte dort seine Promotion zum Dr. jur. mit einer Dissertation zum Thema Das Waqfrecht und seine Entwicklung in der Libanesischen Republik.
Im Anschluss trat er in den auswärtigen Dienst ein und fand nach Abschluss der Laufbahnprüfung Verwendung in der Zentrale des Auswärtigen Amtes sowie verschiedenen Auslandsvertretungen. Als Botschaftsrat war er bis zum 3. September 1977 Ständiger Vertreter des Botschafters in Syrien und war danach als Vortragender Legationsrat Mitarbeiter im Arbeitsstab Europäisch-Arabischer Dialog des Auswärtigen Amtes.
Zwischen 1985 und 1990 war er Botschafter in Jordanien. Nach weiteren Verwendungen im Auswärtigen Amt wurde er als Nachfolger von Murad Wilfried Hofmann 1994 Botschafter in Marokko und bekleidete dieses Amt bis zu seinem Eintritt in den Ruhestand 1999.
Im Anschluss eröffnete der Marokkokenner und -liebhaber Bartels in Marrakesch in einem von ihm 1995 gekauften Haus das Hotel Riyad el Cadi, das nach seinem Tode von seiner Tochter fortgeführt wurde. Darüber hinaus versuchte er auch die Handwerkskunst Marokkos in Deutschland bekannt zu machen und war unter anderem im Jahr 2000 Mitorganisator einer Ausstellung zu marokkanischen Textilien im Deutschen Textilmuseum in Krefeld und Mitautor des dazu erschienenen Begleitbuches.

## Veröffentlichungen
- Das Wahlrecht und seine Entwicklung in der Libanesischen Republik. de Gruyter, Berlin 1967; zugleich: Dissertation, Köln, 1965
- mit Brigitte Tietzel: Zarte Bande aus Marokko. Gewebe der Berber. Deutsches Textilmuseum, Krefeld 2000